# Унтерэльзас (ландграфство)

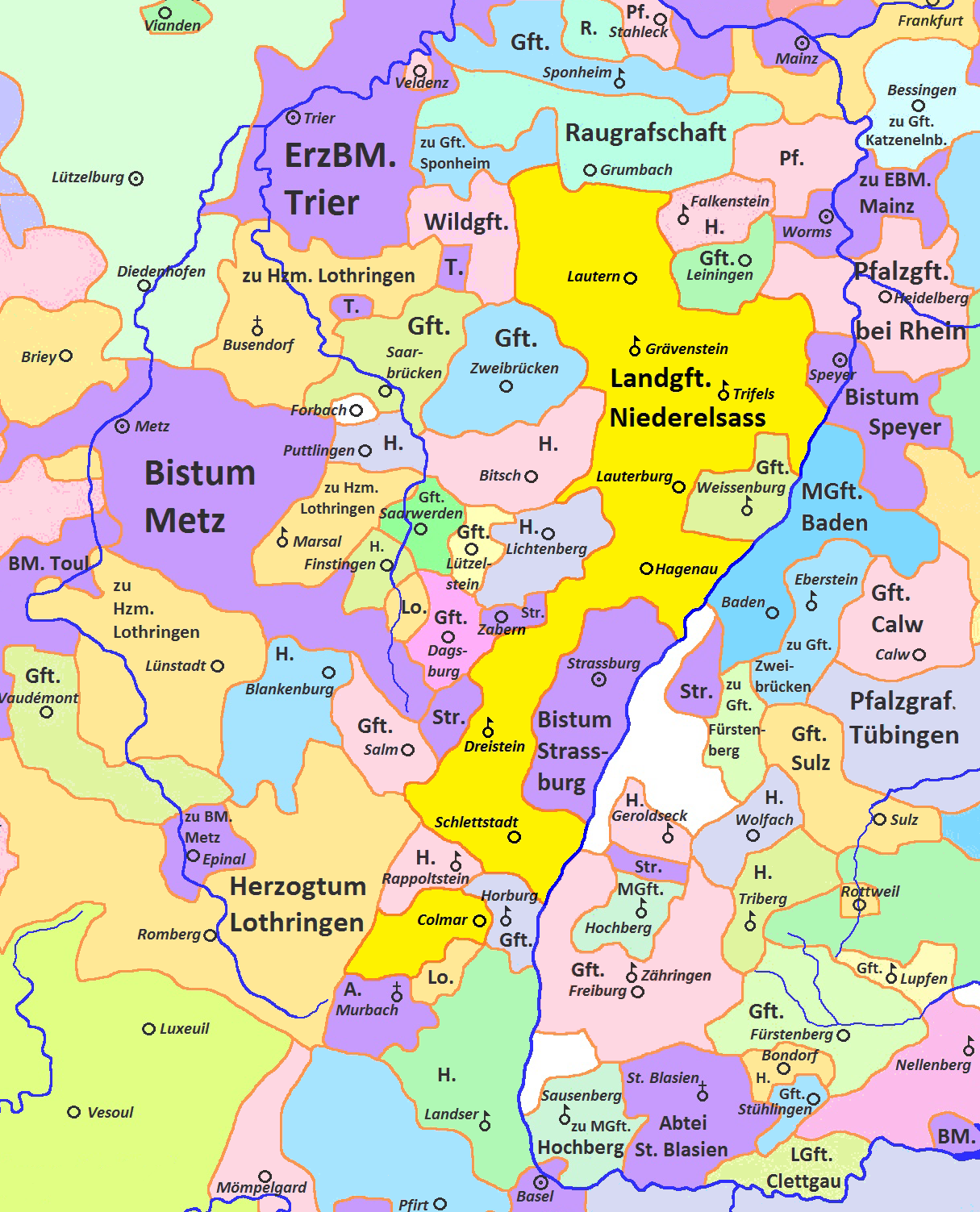
Ландграфство Нижнего Эльзаса на карте 1250 года

Нижний Эльзас (нем. Unterelsaß, фр. Basse-Alsace, лат. Alsatia Inferior), Унтерэльзас или северный Эльзас — ландграфство Священной Римской империи, которым официально управлял епископ Страсбургский. До приобретения его епископством оно непосредственно управлялось графами Хюнебург.

## История ландграфства
В 1174 году граф Готфрид фон Хюнебург стал первым ландграфом, когда вступил в спор с аббатством Нойбург, расположенным около Хагенау.
В позднем средневековье единство нижнего Эльзаса было утрачено. Страсбург стал имперским городом благодаря верности никому, кроме императора, и великие дворянские семьи постепенно вымерли, а их земли унаследовали семьи по оба берега реки Рейн. Таким образом, нижний Эльзас имел более тесные политические связи с остальной частью Германии, чем верхний Эльзас. Позднее после епископа главным землевладельцем стал граф Ханау Лихтенберг. Эти дворяне владели обширными владениями за пределами Эльзаса. Меньшее дворянство, ограниченное в своих владениях нижним Эльзасом, но являющееся непосредственным вассалом императора, называлось «Непосредственными дворянами нижнего Эльзаса».
14 апреля 1646 года имперский посол Траутмансдорф в ходе переговоров о прекращении Тридцатилетней войны предложил французам «Верхний и Нижний Эльзас и Зундгау под названием Ландгравиат Эльзаса». Такой территории не было, так как в то время Эльзас был разделен на несколько юрисдикций, принадлежащих конкурирующим державам. Эрцгерцог Фердинанд Карл держал свои земельные владения в Верхнем Эльзасе, в то время как его родственник управлял ландвогтеем (бейливиком) в Хагенау с протекторатом над Декаполем (лига десяти имперских городов).